# Caffrowithius concinnus
Caffrowithius concinnus är en spindeldjursart som först beskrevs av Albert Tullgren 1907.  Caffrowithius concinnus ingår i släktet Caffrowithius och familjen blindklokrypare. Inga underarter finns listade.